# Enhanced Telecom Operations Map
Das Business Process Framework eTOM (bis 2013 Enhanced Telecom Operations Map) ist ein Rahmenwerk für Geschäftsprozesse von Unternehmen und Dienstleistern in der Telekommunikationsbranche, das vom TM Forum als Konsortium von Telekommunikationsanbietern herausgegeben wird.

## Überblick
Der eTOM-Ansatz entstand 2001 und beruht darauf, dass Telekommunikations- und IT-Unternehmen häufig Daten austauschen müssen, um über eine Prozesskette hinweg gegenüber einem Endkunden eine Leistung zu erbringen. Um einen qualitativ möglichst guten Service erbringen zu können, müssen alle Prozessbeteiligten dieselben Vorstellungen von Qualität in Bezug auf die versprochenen Eigenschaften der Leistung haben. Eine Voraussetzung ist daher die Transparenz der Geschäftsprozesse über die beteiligten Unternehmen hinweg. Am leichtesten ist dies zu erreichen, wenn diese Unternehmen ihre Prozesse an Standards ausrichten, und solche Standards versucht das eTOM vorzugeben. Das bedeutet nicht, dass ein solches Unternehmen alle eTOM-Prozesse in ihrer Vollständigkeit umsetzen muss: das eTOM versteht sich als Angebot zum Nutzen aller Beteiligten.
Eine spezialisierte Arbeitsgruppe des TM Forums arbeitet kontinuierlich daran, eTOM weiterzuentwickeln. Dies geschieht durch die Zusammenführung verschiedener Anbieter der Telekommunikationsbranche, um Konsens zu erzielen. Die jüngste Version von eTOM schlägt eine genauere Unterteilung der Prozesse in den Bereichen Markt, Produkt und Kunde vor. Diese Entwicklung basiert auf der eTOM-Version, die in der ITU-Empfehlung veröffentlicht wurde.
Das TM Forum bietet das Shared Information & Data Model (SID) und das Telecom Applications Map (TAM) als Referenzdaten- und Applikationsmodelle an. Diese sind eng mit der Prozessansicht von eTOM verbunden. Alle drei Referenzmodelle zeichnen sich durch eine klare Unterscheidung zwischen Ressourcen, Dienstleistungen und Produkten aus. Das Ziel besteht darin, die technische Infrastruktur von der kommerziellen Produktdefinition zu trennen.
Es gibt andere Prozess-Rahmenwerke, etwa ITIL. Im Unterschied zu ITIL liegt der Fokus nicht auf der serviceorientierten Erbringung von IT-Dienstleistungen und den dazugehörigen Prozessen, sondern auf der Erbringung transparenter Dienstleistungen über mehrere Unternehmen hinweg. ITIL-Prozesse sind auch innerhalb von eTOM abbildbar. Manche ITIL-Prozesse sind filigraner und präziser gefasst als ihre Entsprechungen in eTOM. eTOM und ITIL widersprechen sich nicht, sondern ergänzen sich: Es steht einem Unternehmen offen, die ITIL-Definitionen zu verwenden, wenn diese dienlicher sind.
Im Unterschied zu ITIL, das lediglich Prozesse definiert, verfügt eTOM auch über ein Datenmodell zu jedem Detailprozess. Dies ermöglicht es Unternehmen, ihre Applikationslandschaft so zu gestalten, dass die Datenobjekte zwischen den verwendeten Applikationen leichter austauschbar sind.
Ein Entwurf des TM Forums namens Frameworx stellt Richtlinien und Spezifikationen für eine Service-orientierte Architektur zusammen.
- eTOM ist eine „multipart ITU-T Recommendation“ (M.3050)

## Die drei Hauptprozessgruppen
eTOM teilt die Prozesse in drei Hauptgruppen ein:
Strategische Entwicklungsprozesse (Strategy, Infrastructure & Product)                                                                                                                                                                                                                                          Diese Gruppe konzentriert sich auf die langfristige Entwicklung und Ausrichtung von Strategien, Infrastrukturen und Produkten über den gesamten Lebenszyklus hinweg. Dabei werden die strategischen, kommerziellen und technischen Grundlagen für die Bereitstellung von Kommunikationsprodukten geschaffen. Dieser Bereich wird vertikal in verschiedene Ebenen unterteilt, die sich auf den Wertschöpfungsprozess vom Lieferanten bis zum Kunden beziehen:
- Die unterste Ebene umfasst den strategischen Einkauf oder die Beschaffung von Ressourcen.
- Die beschafften Ressourcen werden in das Unternehmen eingeführt und als Bausteine für den Aufbau von Kommunikationsnetzen verwendet.
- Im Bereich der Serviceentwicklung werden Services entwickelt, um Kundenanforderungen zu erfüllen.
- In der Ebene Marketing und Angebot werden diese Services schließlich zu Produkten gebündelt und am Markt angeboten.

Operative Prozesse des Betriebs (Operations)                                                                                                                                                                                                                                                                            Diese Gruppe umfasst die operativen, kundenorientierten Prozesse der Leistungserbringung. Hierzu gehören Prozesse wie Bereitstellung, Qualitätssicherung und Abrechnung. Diese drei Prozessbereiche werden als FAB-Prozesse bezeichnet und haben direkten Kontakt zum Kunden. Sie sind von hoher wirtschaftlicher Bedeutung für Telekommunikationsdienstleister. Die Ressourcen, Dienste und Produkte aus der vorherigen Hauptgruppe SIP sind wichtige Inputs für diese Prozesse.
Managementprozesse (Enterprise Management)                                                                                                                                                                                                                                                                    Diese Gruppe umfasst allgemeine Tätigkeiten zur Führung und Verwaltung eines Unternehmens. Dazu gehören übergeordnete Prozesse wie strategische Planung und Unternehmensentwicklung sowie unterstützende Prozesse wie Personalmanagement und Finanzverwaltung. Im Gegensatz zu den ersten beiden Hauptgruppen sind diese Prozesse nicht spezifisch für die Telekommunikationsbranche.